# حسین انافال
حسین انافال (انگلیسی: Houcine Anafal; ۱۵ سپتامبر ۱۹۵۲ – ۲۲ اوت ۲۰۱۲) بازیکن فوتبال اهل مراکش بود.
از باشگاه‌هایی که در آن بازی کرده‌است می‌توان به باشگاه فوتبال رن و باشگاه فوتبال قنیطره اشاره کرد.
وی همچنین در تیم ملی فوتبال مراکش بازی کرده‌است.